# Montepulciano d'Abruzzo rosso
Pour les articles homonymes, voir Abruzzo.
Le Montepulciano d'Abruzzo rosso (Montepulciano d'Abruzzo rosso  D.O.C) est un vin rouge italien, produit dans les Abruzzes selon une dénomination d'origine contrôlée (DOC). 

## Zone de production
Provinces de Chieti, L'Aquila, Pescara et Teramo.

## Caractéristiques

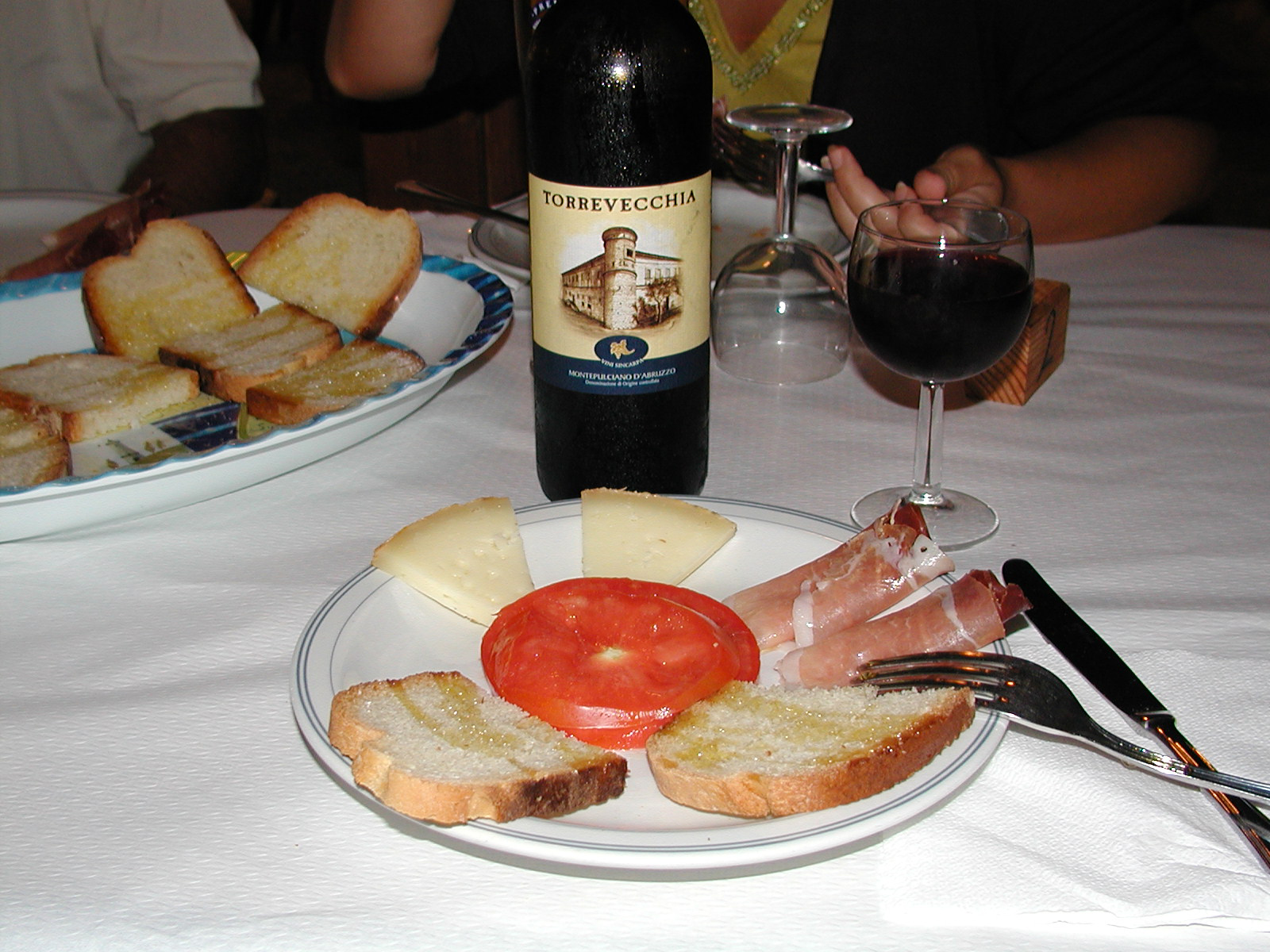
Montepulciano d'Abruzzo rosso et bruschetta

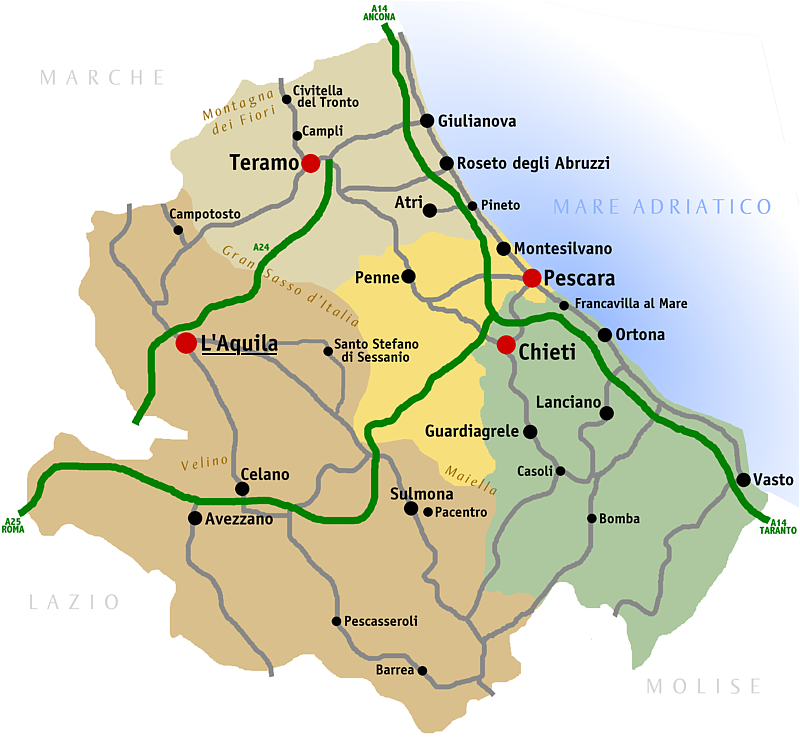
Région Abruzzes

- Couleur : rouge rubis intense, avec pointes violacées ; tendance au grenat lors du vieillissement
- Arôme : parfum de fruits rouges, épices, intense ;
- Saveur : plein, sec, équilibré et tanné[1].

Le Montepulciano « jeune » se consomme avec des grillades de viande porcine et ovine. Les vins plus âgés sont préférables avec les viandes rouges, pièces nobles de bovin ainsi qu'avec les fromages pecorini vieillis selon un âge allant de pair avec celui du vin.

## Production
Saison, volume en  hl
- 2007, 845.491 [2]